# 이재준 (1965년)
이재준(李在浚, 1965년 3월 15일~)은 대한민국의 정치인으로, 제29대 수원시장이다. 소속 정당은 더불어민주당이다.

## 학력
- 포항고등학교 졸업
- 성균관대학교 공과대학 조경학 학사
- 서울대학교 환경대학원 환경조경학 석사
- 서울대학교 환경대학원 공학 박사

## 경력
- 1988.05 ~ 1989.06: 서울대학교 환경계획연구소 연구원
- 2000.02 ~ 2011.01: 경제정의실천시민연합 도시개혁센터
- 2007.05 : 행정중심복합도시건설추진위원회 자문위원회 위원
- 2011.02 ~ 2016.01: 경기도 수원시 제2부시장
- 2017.01 ~ 2018.08: 더불어민주당 정책위원회 부의장
- 2017.03 ~ 2019.12: 더불어민주당 경기도당 수원시 갑 지역위원회 위원장
- 대통령직속 국정기획자문위원회 전문위원
- 한국토지주택공사 이사
- 한국토지주택공사 이사회 의장
- 2019.07 ~ 2022.05: 대통령직속 국가균형발전위원회 지역활력 공간정책 전문위원
- 2020.10 ~ 2021.06: 제4대 수원시지속가능도시재단 이사장
- 2022.07 ~ : 제29대 경기도 수원시장(민선 8기, 더불어민주당, 초선)
- 2022.08 ~ 2024.06: 대한민국특례시시장협의회 공동회장
- 유네스코한국위원회 교육분과위원회 위원
- 2023.07 ~ 2024.06: 대한민국특례시시장협의회 감사
- 2024.07 ~ 2025.06: 대한민국특례시시장협의회 대표회장
- 2025.07 ~ : 대한민국특례시시장협의회 공동회장

## 역대 선거 결과
| 실시년도 | 선거      | 대수 | 직책 | 선거구      | 정당         | 득표수    | 득표율          | 순위 | 당락 | 비고           |
| -------- | --------- | ---- | ---- | ----------- | ------------ | --------- | --------------- | ---- | ---- | -------------- |
| 2022년   | 지방 선거 | 29대 | 시장 | 경기 수원시 | 더불어민주당 | 258,456표 | \| \| 50.28% \| | 1위  |      | 초선, 민선 8기 |
|          | 50.28%    |      |      |             |              |           |                 |      |      |                |

| 전임 염태영 조청식(권한대행) | 제29대 경기도 수원시장(민선) 2022년 7월 1일~ |  |